# Radiella sarsi
Radiella sarsi är en svampdjursart som först beskrevs av Ridley och Arthur Dendy 1886.  Radiella sarsi ingår i släktet Radiella och familjen Polymastiidae. Inga underarter finns listade i Catalogue of Life.